# Pawieł Blachin
Pawieł Andriejewicz Blachin (ros. Па́вел Андре́евич Бля́хин; ur. 25 grudnia 1886?/6 stycznia 1887 w guberni astrachańskiej, zm. 19 czerwca 1961 w Jałcie) – radziecki pisarz, scenarzysta, działacz partyjny.

## Życiorys
W 1903 wstąpił do SDPRR, w lipcu 1905 został aresztowany, w październiku 1905 amnestionowany. Później ponownie aresztowany i 1911 skazany na 3-letnie zesłanie do Bielska w guberni wołogodzkiej, skąd w listopadzie 1913 zbiegł, 1915 został instruktorem Centralnego Towarzystwa Rolniczego w Kostromie. W 1917 był członkiem Prezydium Rady Bakijskiej, Kostromskiego Gubernialnego Biura Związków Zawodowych i radnym Dumy Miejskiej Kostromy, a od grudnia 1917 do kwietnia 1918 przewodniczącym Komitetu Wykonawczego Kostromskiej Rady Gubernialnej. Przewodniczył Kostromskiej Miejskiej Radzie Związków Zawodowych, 1918-1919 był przewodniczącym Komitetu Wykonawczego Kostromskiej Rady Miejskiej, od grudnia 1919 do maja 1920 przewodniczącym Komitetu Miejskiego RKP(b) w Kostromie, a 1920 zastępcą przewodniczącego gubernialnego komitetu rewolucyjnego w Odessie. Do sierpnia 1920 kierował odeskim gubernialnym oddziałem zarządzania, od sierpnia 1920 był przewodniczącym Komitetu Wykonawczego Jekaterynosławskiej Rady Gubernialnej, od marca do października 1921 sekretarzem odpowiedzialnym kostromskiego gubernialnego komitetu RKP(b), a od 1921 zastępcą szefa Głównego Zarządu Oświaty Politycznej przy Ludowym Komisariacie Oświaty Azerbejdżańskiej SRR.
Następnie kierował bakijskim oddziałem edukacji narodowej, potem Wydziałem Agitacyjno-Propagandowym KC Komunistycznej Partii (bolszewików) Azerbejdżanu i był członkiem KC KP(b)A, a od 30 stycznia 1925 członkiem Kolegium Głównego Zarządu ds. Literatury i Wydawnictw przy Ludowym Komisariacie Oświaty RFSRR. Od marca 1926 do czerwca 1927 był zastępcą kierownika Wydziału Prasy KC RKP(b)/WKP(b), od lipca 1927 do grudnia 1928 członkiem Zarządu "Sowkino", a od grudnia 1928 do października 1934 zastępcą przewodniczącego Głównego Komitetu ds. Kontroli Widowisk i Repertuarów Ludowego Komisariatu Oświaty/Głównego Zarządu ds. Literatury Pięknej i Sztuki Ludowego Komisariatu Oświaty RFSRR/zastępcą szefa Głównego Zarządu ds. Kontroli Widowisk i Repertuarów Głównego Zarządu ds. Literatury Pięknej i Sztuki Ludowego Komisariatu RFSRR. Od października 1934 do listopada 1939 był przewodniczącym KIC Związku Pracowników Kinowych i Fotograficznych ZSRR, 1934 członkiem Związku Pisarzy ZSRR, a od listopada 1939 do lipca 1941 redaktorem naczelnym Wydziału Scenicznego Studia Kinowego "Multfilm". Od lipca do października 1941 służył w dywizji pospolitego ruszenia na Froncie Zachodnim, od października 1941 do kwietnia 1943 specjalnym korespondentem gazety 49 Armii, a od kwietnia 1943 do stycznia 1945 specjalnym korespondentem gazety 61 Armii, następnie pracował jako pisarz.
Pochowany na Cmentarzu Nowodziewiczym w Moskwie.

## Wybrane scenariusze filmowe
- 1923: Czerwone diablęta[3] (Красные дьяволята)
- 1925: W imię Boże[4] (Bismillah)

## Odznaczenia
- Order Lenina
- Order Wojny Ojczyźnianej I klasy
- Order Czerwonej Gwiazdy